# نورث دونداس (أونتاريو)
نورث دونداس، أونتاريو (بالإنجليزية: North Dundas)‏ هي بلدية ريفية كندية تقع في مقاطعة أونتاريو. تبلغ مساحة هذه البلدية ريفية 503.1755 (كم²)، ويبلغ عدد سكانها 11095 نسمة حسب إحصاء سنة 2006 م، بينما كان يسكنها 11014 نسمة في سنة 2001 م. تحتل هذه البلدية الريفية المرتبة رقم 338 بين مدن كندا حسب عدد السكان والمرتبة رقم 128 في المقاطعة. نما عدد السكان في هذه البلدية الريفية بنسبة 0.7% بين العامين المذكورين.
تضم هذه البلدية عدة قرى مثل ونشستر وتشسترفيل.

## أعلام
- ديوي مارتن
- فريدريك كاس
- برستون إليوت
- لاري روبنسون
- آلفين شوارتز

## وصلات خارجية
- الأطلس الحكومي لكندا
- إحصاءات كندا مع ساعة تعداد السكان